# Wernhamia
Wernhamia é um género botânico pertencente à família Rubiaceae.